# Veriovkin
Veriovkin (del ruso: Верёвкин) es un jútor del raión de Tbilískaya del krai de Krasnodar, en Rusia. Está situado en las tierras bajas de Kubán-Azov, en la orilla derecha del río Zelenchuk Vtorói, afluente del Kubán, frente a Peschani, 20 km al sureste de Tbilískaya y 110 km al este de Krasnodar, la capital del krai. Tenía 586 habitantes en 2010.
Pertenece al municipio rural Peschanoye.